# Inundacions del Sudan del 2020
L'acumulació de precipitacions contundents i abundants des del juliol fins a setembre del 2020, al Sudan van causar una inundació devastadora a 17 dels 18 estats sudanesos amb el Nil Blau que va assolir nivells d'aigua que no es veien durant gairebé un segle. Els mesos de pluja són els típics de l'estació humida, la intensitat de les precipitacions, però van ser extraordinàries.Es troba entre les inundacions més greus registrades a la regió. Es va declarar l'estat d'emergència i els equips han treballat per evitar danys als jaciments arqueològics amenaçats. La inundació va afectar més de 3.000.000 de persones, va destruir més de 100.000 llars i va deixar més de 100 persones mortes.

## Esdeveniment
El nivell de l'aigua del riu Nil al Sudan va augmentar i va assolir nivells rècord, ja que les inundacions van entrar a les cases i van destruir prop de 100.000 llars i van causar prop de 100 morts. El nivell del Nil Blau va arribar a superar els 17 metres, batent tots els rècords. Les inundacions causades per les pluges torrencials de monsons, principalment fora del país, a la veïna Etiòpia, van elevar el riu Nil a 17,5 metres a finals d'agost, el nivell més alt que ha assolit en gairebé un segle, segons el ministeri sudanès de reg. Per primera vegada a la història, les piràmides de Meroë van ser amenaçades per les inundacions.
Les taxes d'inundacions i pluja van superar els rècords establerts el 1946 i el 1988. Alguns experts, com International Rivers, esperen que el canvi climàtic provoqui periòdiques crisis de sequera i inundacions en el futur.

## Resposta
El govern va dirigir i coordinar la resposta d'emergència a la inundació. Es van iniciar les Forces Nacionals de la Missió contra les Inundacions del Comitè d'Ajuda Humanitària i el primer ministre Abdalla Hamdok va confirmar que "els nivells del Nil i dels seus afluents aquest any, segons el Ministeri de Regs i Recursos Hídrics, no tenen precedents des de 1912". També va assenyalar que les inundacions d'aquest any van provocar pèrdues tràgiques i doloroses de vides i béns.

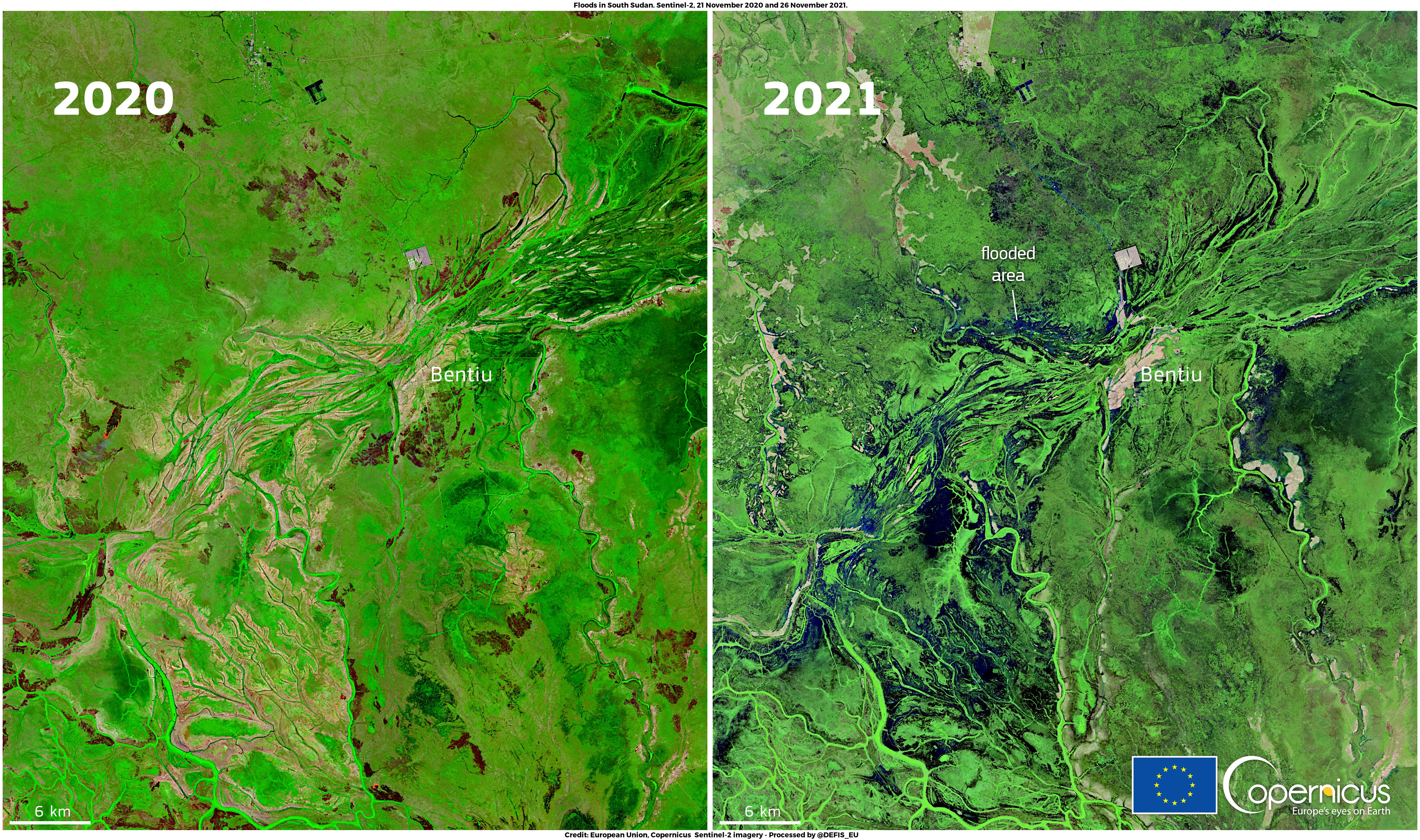
Dues imatges de novembre de 2020 i novembre de 2021. Es van tornar a repetir inundacions al cap d'un any i tres mesos (imatge dreta).

### Estat d'emergència
El Consell de Seguretat i Defensa del Sudan va declarar l'estat d'emergència a tot el país durant un període de tres mesos i ha decidit considerar el Sudan com una zona de desastres naturals. El consell ha format un comitè suprem per prevenir i abordar els efectes dels torrents i les inundacions, que va matar prop de 100 persones i va inundar més de 100.000 llars des de finals de juliol.

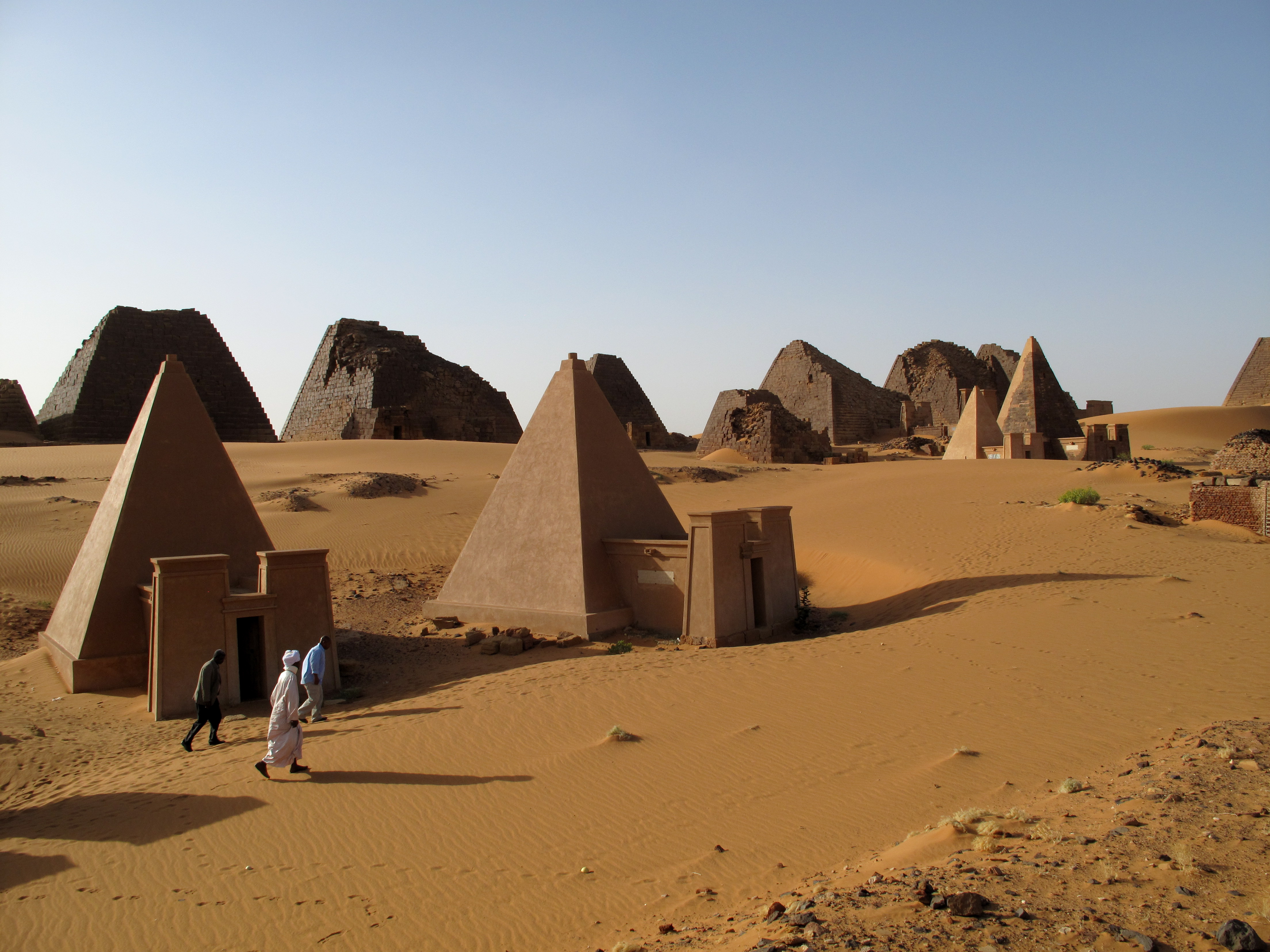
Monuments arquelògics i rèpliques a escala. Illa de Mèroe. Abans de les inundacions.

Les aigües podien inundar un antic jaciment arqueològic del país. Els equips pararen murs de sacs de sorra i bombaven aigua fora de la zona per evitar danys a les ruïnes d'Al-Bajrawiya, antiga ciutat de l'imperi meroític de dos mil anys i declarada Patrimoni de la Humanitat per la UNESCO. Les inundacions anteriors mai no havien afectat el lloc.
Les inundacions havien afectat en nombre provisional més de 500.000 persones en almenys 16 estats de tot el país. Això deixà milers de persones sense llar. S'instal·laren tendes de campanya per acollir els desplaçats a la capital del Sudan, Khartum.
Les malalties transmeses per l'aigua augmentaren ràpidament des de les inundacions. La febre, la diarrea i les infeccions estomacals són rampants a conseqüència de l'aigua potable bruta. El Sudan s'enfrontava a una crisi sanitària fins i tot abans de l'emergència per inundacions. Les farmàcies informaren de la manca de medicaments i molts hospitals no tenien equipament adequat.
Les Nacions Unides augmentaren l'ajuda alimentària al país, mentre que centenars de milers de sudanesos es veieren obligats a viure en camps improvisats. La situació es veié agreujada per la crisi econòmica i el bloqueig polític del país. El govern va anunciar una emergència pública després que la seva moneda va decaure de manera abrupta durant unes setmanes. Els preus dels aliments bàsics com el pa i el sucre apujaren més d'un 50% en les últimes setmanes.
A mitjans de setembre de 2020, el ministre d'Economia sudanès, Hiba Mohamed Ali, va dir que el govern havia dedicat 6,15 milions de dòlars per ajudar a alleujar les víctimes de les inundacions. A més, fins a la meitat dels 1.600 milions de dòlars necessaris per al pla d'ajuda humanitària del país s'havien finançat el setembre de 2020.

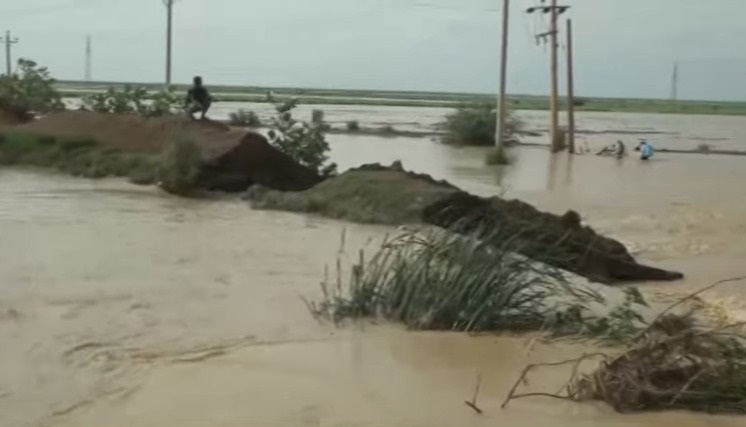
Làmina d'aigua en l'estat de Gezira, veí de Khartum. Sudan. 2022.

Les Nacions Unides van dir que els agents humanitaris podrien esgotar els fons necessaris per continuar les operacions. El país lluitava contra diverses catàstrofes, incloses les guerres i un augment de casos de COVID-19 i poliomielitis. Els estats més afectats van ser Darfur Nord, Khartum, Nil Blau, Darfur Occidental i Sennar. Pel que fa al sector primar, s'inundaren vastes zones de conreu als estats afectats. Els danys a les granges podrien posar en perill la seguretat alimentària, sobretot a Khartum, on més d'1,4 milions de persones necessitaven desesperadament menjar.
El 30 de setembre de 2020, l'Organització per a l'Agricultura i l'Alimentació va dir que les inundacions al Sudan havien afectat gairebé un terç de les terres cultivades i prop de 3 milions de persones de famílies agrícoles. Segons una avaluació de la FAO, s'havien inundat prop de 2,2 milions d'hectàrees de conreu i s'havien perdut 108.000 caps de bestiar. Es van destruir uns 1,1 milions de tones de gra a les zones plantades, la majoria de sorgo, un aliment bàsic al Sudan. Els cultius comercials, inclosos els plàtans i els mangos, també han estat molt afectats. Les inundacions també havien destruït o danyat desenes de milers de cases. L'alt comissari de les Nacions Unides per als refugiats va dir que hi havia uns 150.000 refugiats i desplaçats. Les Nacions Unides calculaven a finals de 2020 que 9,6 milions de persones s'enfrontaven a una inseguretat alimentària aguda al Sudan, el nombre més alt registrat.
A més, l'ONU va dir que les inundacions greus al Sudan del Sud han obligat més de 600.000 persones a fugir de casa seva des del juliol.